# Communauté de communes du pays de Cahors
La communauté de communes du pays de Cahors est une ancienne communauté de communes française, située dans le département du Lot et la région Midi-Pyrénées

## Histoire
- 1er janvier 1997 : 8 communes (Arcambal, Cahors, Espère, Labastide-Marnhac, Lamagdelaine, Laroque-des-Arcs, Le Montat et Mercuès) se groupent pour constituer la Communauté de communes du pays de Cahors.
- 1er janvier 1998 : la communauté est rejointe par la commune de Pradines.
- 1er janvier 1999 : Adhésion de Trespoux-Rassiels
- 2000 : La Communauté de communes du pays de Cahors prend en charge la voirie, jusque-là communale, et la gestion de l’espace Eau et loisirs de l’archipel. Les SIVOM de Cahors Nord et de Cahors Sud sont dissous.
- 2001 : La Communauté de communes prend en charge la gestion de la bibliothèque municipale de Cahors et la piscine d’hiver de la Croix de Fer.
- 2002 : Un nouveau bâtiment est inauguré pour accueillir la médiathèque, qui remplace l'ancienne bibliothèque.
- 1er janvier 2003 : La commune de Fontanes rejoint la Communauté. La collecte des déchets ménagers devient une compétence communautaire.
- 2004 : Le complexe sportif Pierre-Ilbert et l’auditorium sont transférés à la communauté. Cette dernière se dote d'une cuisine centrale qui prépare les repas pour l'ensemble des écoles communales situées dans le périmètre de la communauté. L’intérêt communautaire est défini, par le conseil de communauté, dans le courant de l'année ; ceci a pour effet d'élargir les compétences (urbanisme, installations sportives d'intérêt communautaire etc.).
- 2009 : Adhésion des communes de Caillac et de Cieurac. Début de la mutualisation des services (voirie, sports puis tourisme). La compétence "tourisme" est transférée à la communauté.
- 1er janvier 2010 : La Communauté de communes du pays de Cahors disparaît à la suite de sa fusion avec la Communauté de communes de Catus ; elles forment la Communauté de communes du Grand Cahors.

| Période                                  | Période | Identité                  | Étiquette | Qualité      |
| ---------------------------------------- | ------- | ------------------------- | --------- | ------------ |
| 1996                                     | 2001    | Bernard Charles           | PRG       | Maire Cahors |
| 2001                                     | 2003    | Michel Roumegoux          | UMP       | Maire Cahors |
| 2003                                     | 2008    | Marc Lecuru               | UMP       | Maire Cahors |
| 2008                                     | 2009    | Jean-Marc Vayssouze-Faure | PS        | Maire Cahors |
| Les données manquantes sont à compléter. |         |                           |           |              |

## Composition
Elle regroupait 13 communes :
- Arcambal
- Cahors
- Caillac
- Cieurac
- Espère
- Fontanes
- Labastide-Marnhac
- Lamagdelaine
- Laroque-des-Arcs
- Le Montat
- Mercuès
- Pradines
- Trespoux-Rassiels